# فرانز فيشلر
فرانز فيشلر (بالألمانية: Franz Fischler)‏ هو سياسي نمساوي، ولد في 23 سبتمبر 1946 في أبسام ‏ في النمسا. نشط حزبياً في حزب الشعب النمساوي. وقد انتخب وزير الزراعة والثروة الحيوانية وانتخب عضو المجلس الوطني للنمسا.

## وصلات خارجية
- فرانز فيشلر على موقع IMDb (الإنجليزية)
- فرانز فيشلر على موقع مونزينجر (الألمانية)